# Wurdastom ecuadorense
Wurdastom ecuadorense là một loài thực vật có hoa trong họ Mua. Loài này được (Wurdack) B. Walln. miêu tả khoa học đầu tiên năm 1996.